# Encyclia selligera
Encyclia selligera là một loài thực vật có hoa trong họ Lan. Loài này được (Bateman ex Lindl.) Schltr. mô tả khoa học đầu tiên năm 1914.

## Hình ảnh

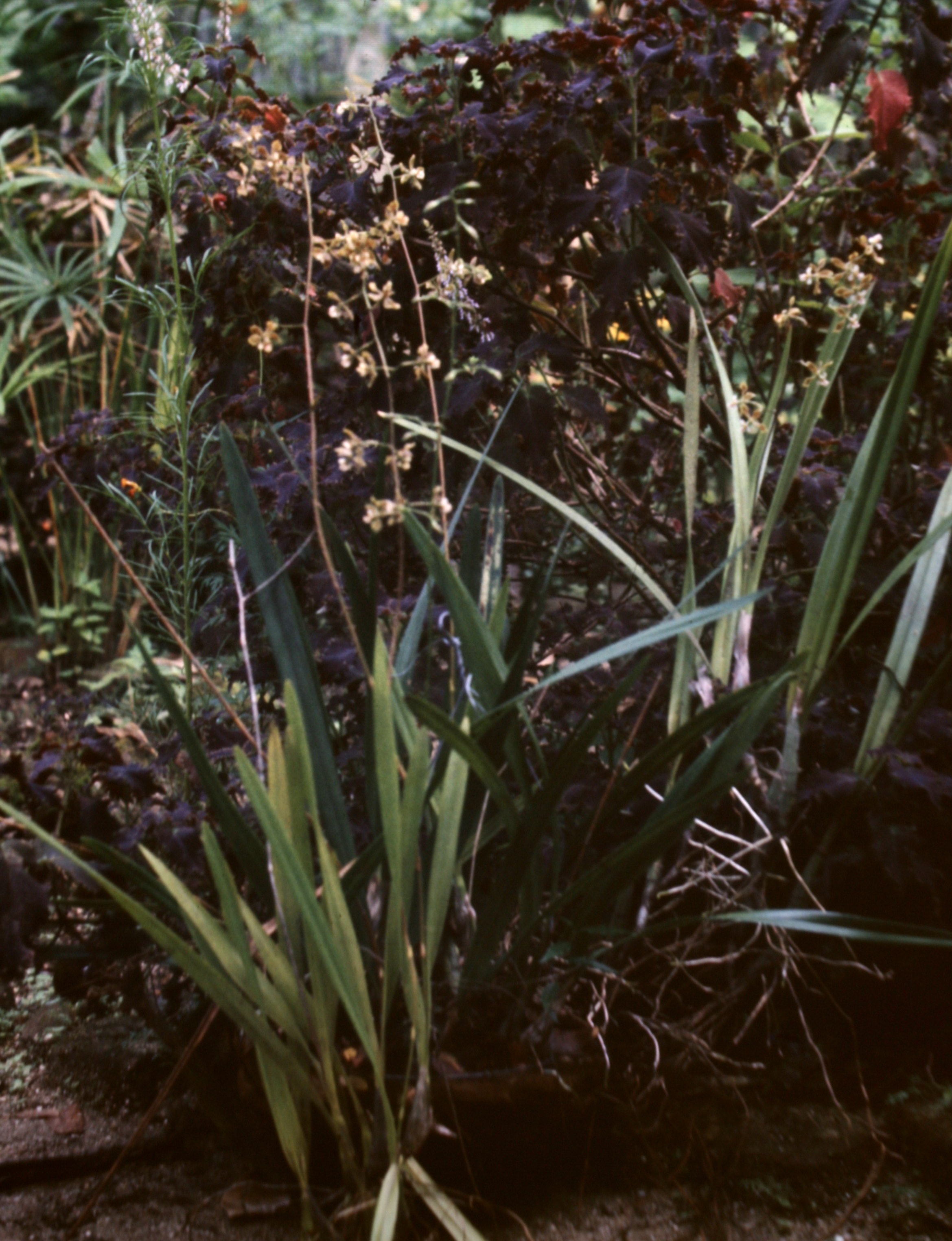
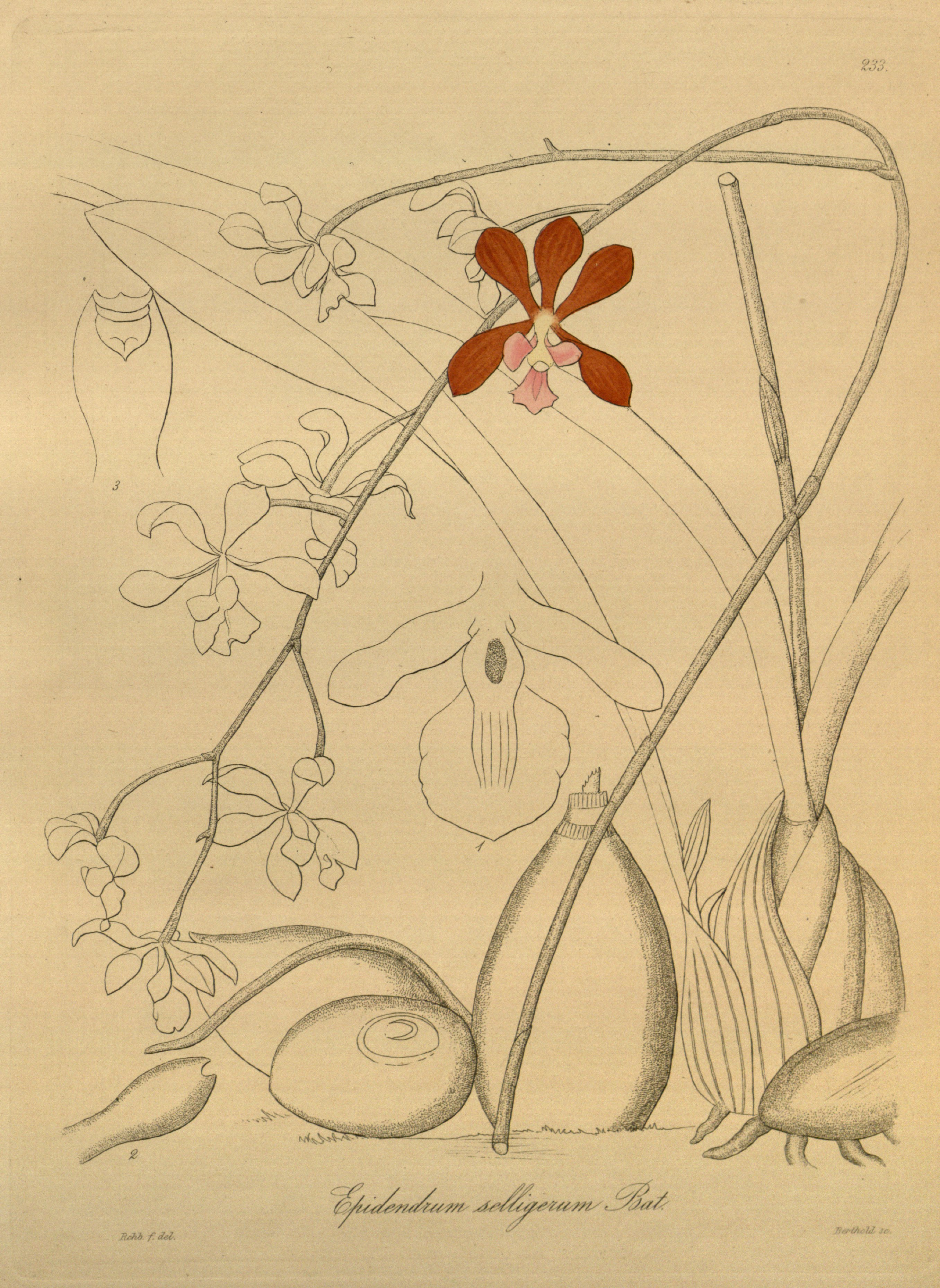